# Sagen Ishizuka
Sagen Ishizuka (japonès: 石塚 左玄, Ishizuka Sagen) (4 de febrer del 1850 - 17 d'octubre del 1909) va ser un metge japonès creador d'un sistema terapèutic basat únicament en l'alimentació, que més endavant seria la base de la macrobiòtica.

## Dades biogràfiques
Va néixer a la Província de Fukui (actual Prefectura de Fukui) en el si d'una modesta família de metges tradicionals i, com que n'era l'hereu, va seguir la tradició posant-se a estudiar la medicina al seu torn. Per manca de mitjans, però, va acabar fent-ho de manera autodidacta, tot treballant en tant que professor d'idiomes; als 16 anys ja havia après el neerlandès, que era la llengua indispensable per a estudiar la medicina occidental (més endavant va igualment dominar correctament l'alemany, el francès i l'anglès). Fins als 23 anys també va estudiar, sempre de manera autodidacta, l'anatomia, la botànica, la química, la física i l'astronomia.
Als 24 anys es va enrolar a l'Exèrcit Imperial Japonès en tant que aprenent de metge. Als 31 va rebre el grau de "farmacèutic militar" i més tard el de "metge militar". Va restar a l'exèrcit durant 22 anys, retirant-se amb el grau elevat de "farmacèutic militar en cap". Aquesta experiència li va ser molt útil, ja que va estar confrontat a la pràctica amb tota mena de patologies i ferides (va participar en la Guerra Civil de Satsuma del 1877 i en la Guerra Sinojaponesa del 1894).
Durant el seu exercici professional va anar quedant decebut pel sistema mèdic occidental i, de mica en mica, es va anar convencent de què la medicina tradicional (que es basava sovint a receptar un simple canvi de règim alimentari) era més eficaç. Ell mateix patia des de la infància d'èczema i de nefritis crònica que la medicina convencional mai no va aconseguir guarir. Així va anar desenvolupant i verificant la seva teoria, segons la qual, el secret de la salut i de la guarició consistia a reforçar l'organisme des de l'interior a partir d'un règim equilibrat. Aquest règim era, d'altra banda, gairebé l'equivalent al de l'alimentació japonesa tradicional (una manera de menjar que s'havia anat deixant de banda amb l'obertura del Japó a l'Occident, vers la dècada del 1870).
Quan va tornar a la societat civil va posar-se a practicar tot utilitzant exclusivament el seu mètode. Amb el suport de personalitats importants (membres de la família imperial japonesa, cònsols, i d'altres relacions adquirides gràcies a la seva alta graduació militar) va aconseguir ràpidament un èxit molt important. Les demandes de consulta eren tantes que es van haver de limitar a 100 per dia. I la seva popularitat va arribar a ser tal, que el correu li arribava amb adreces incompletes com "Pel Doctor Anti-doctor, Tòquio", "Doctor Verdures, Tòquio" o "Doctor daikon, Tòquio" (ja que receptava molt sovint aquest tipus de rave).
L'any 1907 es va crear l'associació "Shokuyo" (食養: "Alimentació de la Salut") amb l'objectiu de difondre i perpetuar el seu mètode.

## El sistema terapèutic d'Ishizuka
La teoria d'Ishizuka es basa en els següents principis:
- La salut humana i la longevitat depenen de l'equilibri en l'organisme entre el sodi i el potassi. Allà on les teories de la nutrició occidentals insistien sobre la importància de les proteïnes i dels hidrats de carboni, Ishizuka mantingué que els minerals eren crucials, especialment el sodi i el potassi, ja llur interrelació determina la capacitat de l'organisme a absorbir i utilitzar els altres nutrients; el bon funcionament de tot el cos depèn de llur bon equilibri.

- L'alimentació és el factor essencial que determina aquest equilibri. Els altres factors, com l'entorn geogràfic o climàtic, l'activitat física o l'estrès psíquic tenen un paper secundari. Viure a la muntanya o vora el mar, en un indret sec o humit, ésser sedentari o tenir una forta activitat física produeix un cert efecte, però allò que s'introdueix al sistema digestiu és el que determina bàsicament la relació entre el sodi i el potassi en l'organisme.

- La salut i la malaltia depenen de l'alimentació abans que res. La base d'un funcionament físic adequat s'assoleix gràcies a la ingestió quotidiana d'aliments correctament equilibrats a nivell de les sals minerals; al contrari, tota malaltia apareix a causa d'un desequilibri entre el sodi i el potassi causat per una alimentació inadequada. Segons Ishizuka, tant les malalties cròniques com agudes (infeccioses o virals) es deuen a una mala alimentació: els microbis o els virus no poden atacar un organisme en el que la relació entre el sodi i el potassi estigui ben equilibrada, encara que la persona hi entri en contacte.

Ishizuka va recollir els seus estudis en una obra anomenada Teoria química de la nutrició sobre la salut i la longevitat, que es va publicar l'any 1897 al Japó i que no s'ha traduït mai en cap idioma occidental.